# Quinziano
Quinziano  è un nome proprio di persona italiano maschile.

## Varianti
- Femminili: Quinziana[2]

### Varianti in altre lingue
- Bulgaro: Квинтиан (Kvintian)
- Catalano: Quincià[3], Quinçà[3]
- Francese: Quintien
- Inglese: Quintian
- Latino: Quintianus[1]
- Polacco: Kwincjan
- Russo: Квинтиан (Kvintian)
- Spagnolo: Quinciano[3]

## Origine e diffusione
Analogamente a Quintilio e Quintino (di cui, quindi, viene talvolta considerato una variante), si tratta di un patronimico del nome Quinto (o della sua variante Quinzio), e significa quindi "della famiglia di Quinto", "pertinente a Quinto".

## Onomastico
L'onomastico si può festeggiare in memoria di più santi, alle date seguenti:
- 1º aprile, san Quinziano, martire in Armenia con sant'Ireneo[4][5]
- 23 maggio, san Quinziano, martire in Africa con altri compagni sotto Unerico[4][6]
- 13 novembre (o 14 giugno[3][4]), san Quinziano, vescovo di Rodez e poi vescovo di Clermont[2][7][8]
- 31 dicembre, san Quinziano, martire a Catania con altri compagni[4][9]

## Persone
- Quinziano di Rodez, vescovo francese
- Quinziano Stoa, poeta e umanista italiano